# Misätters ekhagar
Misätters ekhagar är ett naturreservat i Gnesta kommun, Södermanlands län. Reservatet bildades år 2014 och omfattar en areal om  13,7 hektar. Naturvårdsförvaltaren är Länsstyrelsen i Södermanlands län medan marken är privatägd.

## Beskrivning

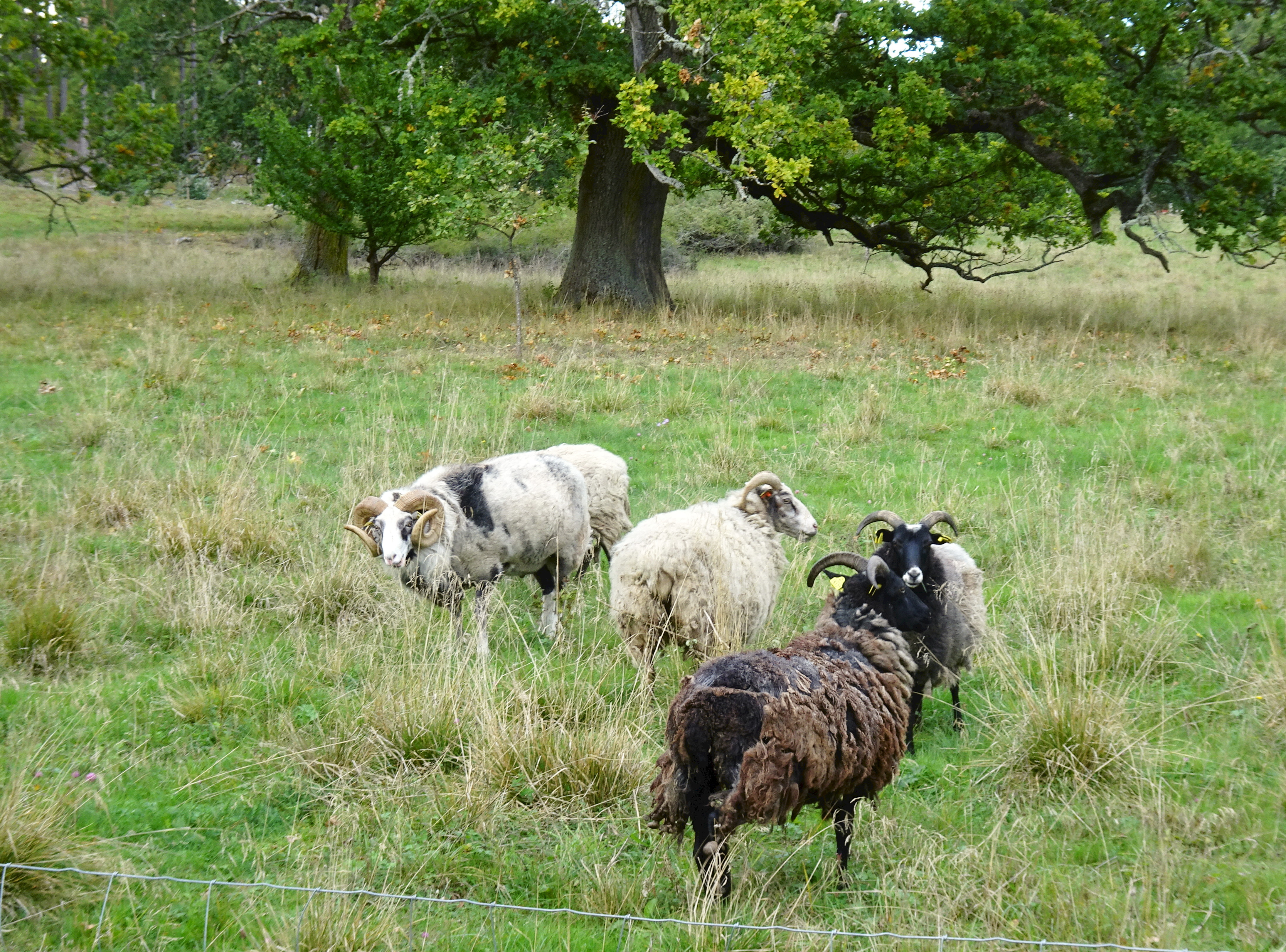
Marken hålls öppen genom fårbete.

Namnet härrör från den närbelägna gården Misätter. Reservatet ligger på båda sidor om landsvägen mot Ånhammar, vid sydöstra sidan om sjön Misteln och ungefär 5,5 kilometer norr om Stjärnhov. Reservatet präglas av öppna betesmarker med ett femtiotal gamla och grova ekar som utgör en viktig livsmiljö för flera arter av mossor, lavar svampar och insekter. Tre ekar har en omkrets på över fem meter. Stora delar av området har tidigare använts som slåtteräng. På en äldre karta från slutet av 1600- eller tidigt 1700-talet benämnes området som Löötsängen. I den norra deln återfinns ett forntida gravfält bestående av omkring 20 lämningar (RAÄ-nummer Gryt 146:1). Naturreservatet ingår i sin helhet i det europeiska nätverket Natura 2000 av värdefulla naturområden.

## Syfte
Syftet med Misätters naturreservatet är enligt förvaltaren att:
- bevara värdefulla naturmiljöer med dess biologiska mångfald.
- återställa värdefulla naturmiljöer.
- områdets kulturpräglade naturmiljöer såsom trädklädd betesmark och öppen betesmark med dess ekosystem och biologiska mångfald ska bevaras och vid behov återställas.

## Bilder

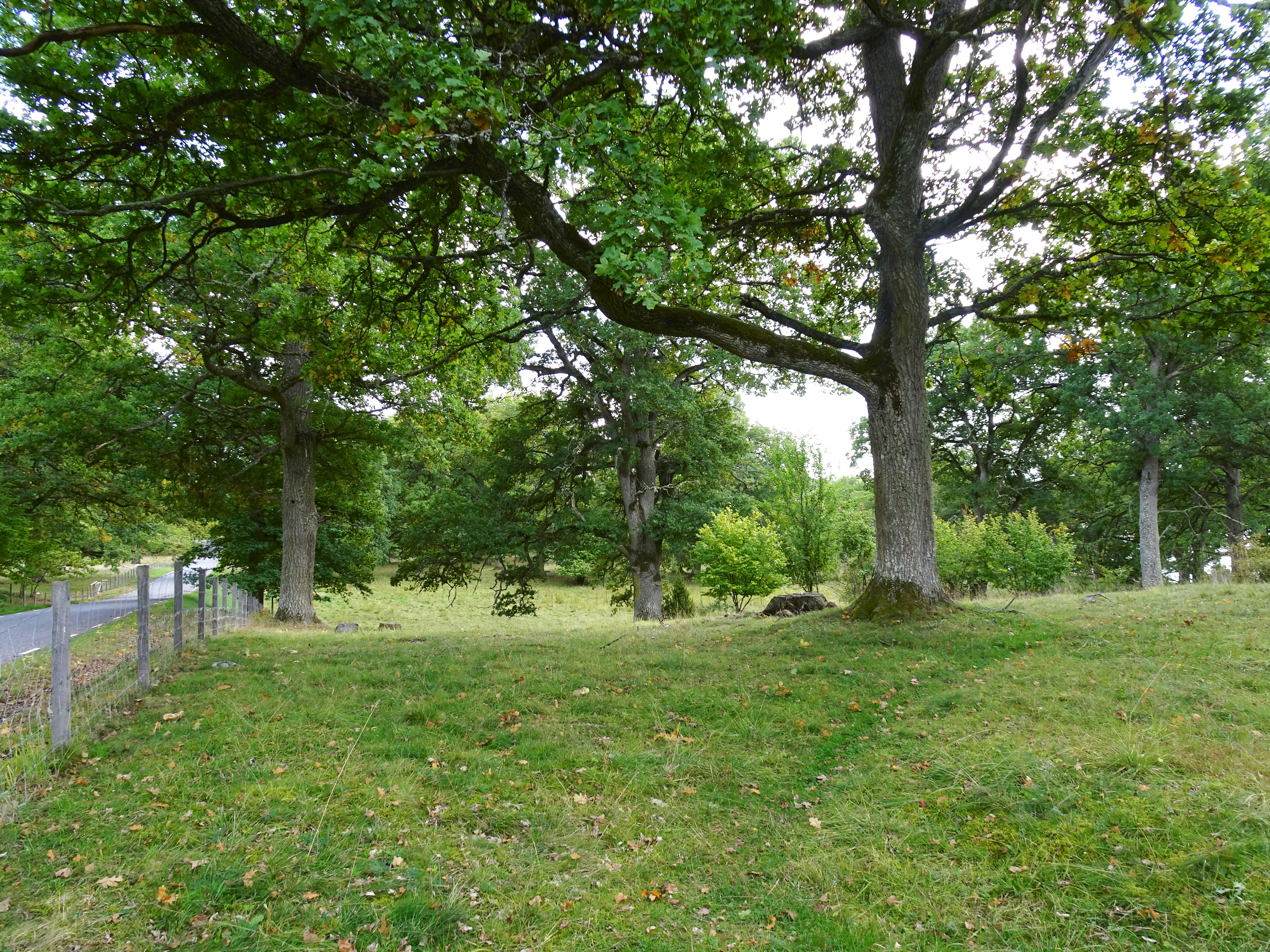
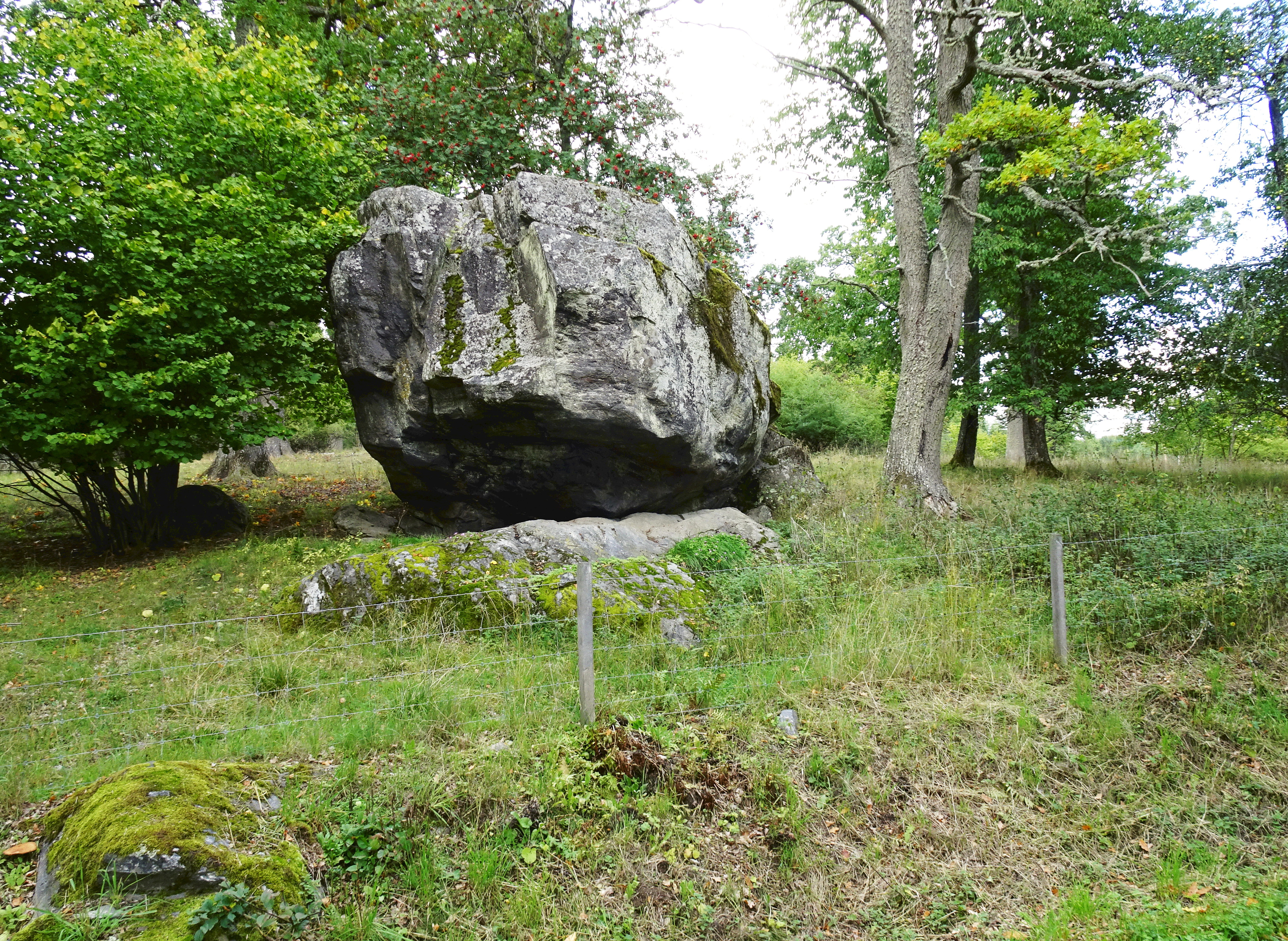
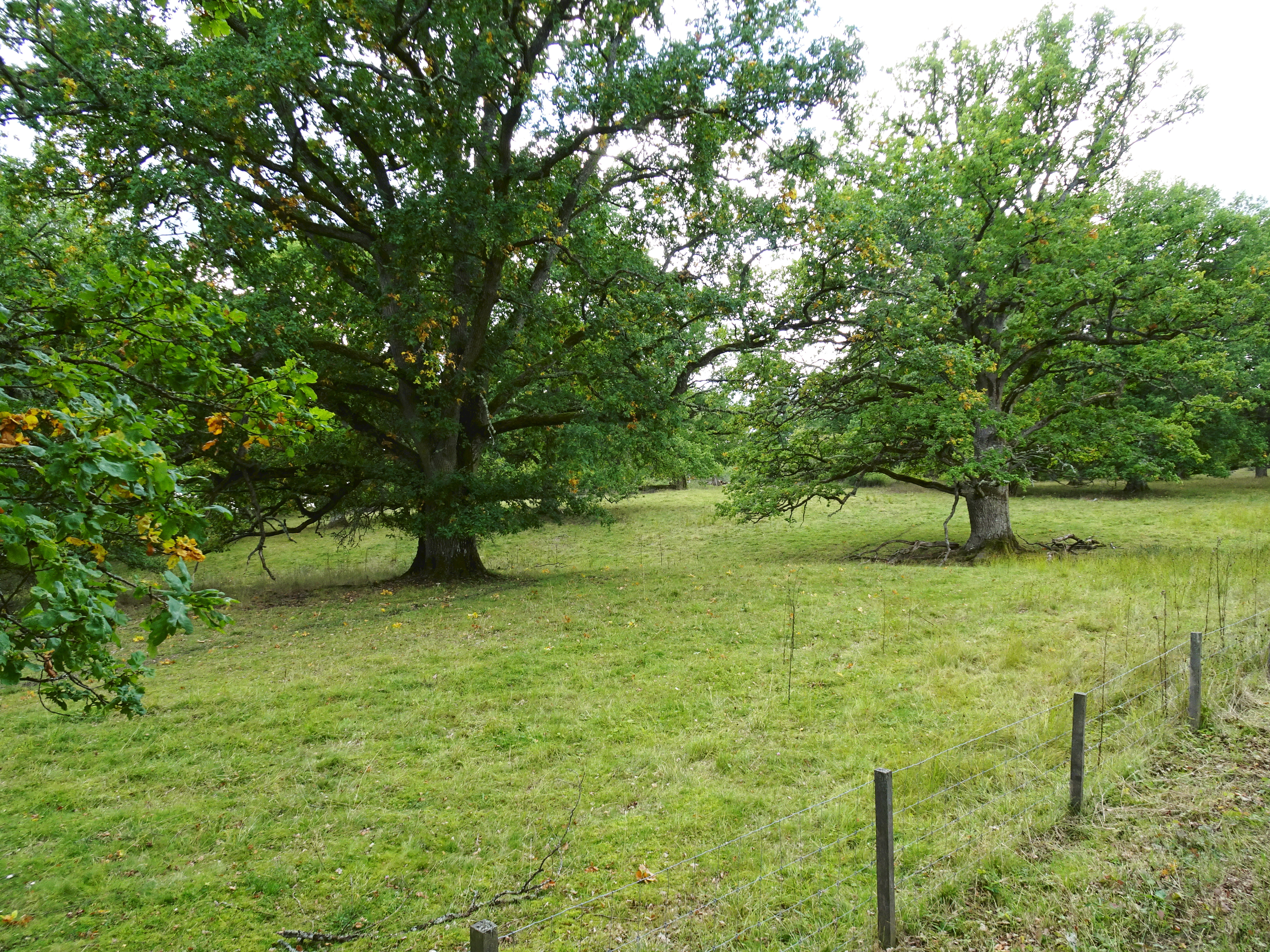
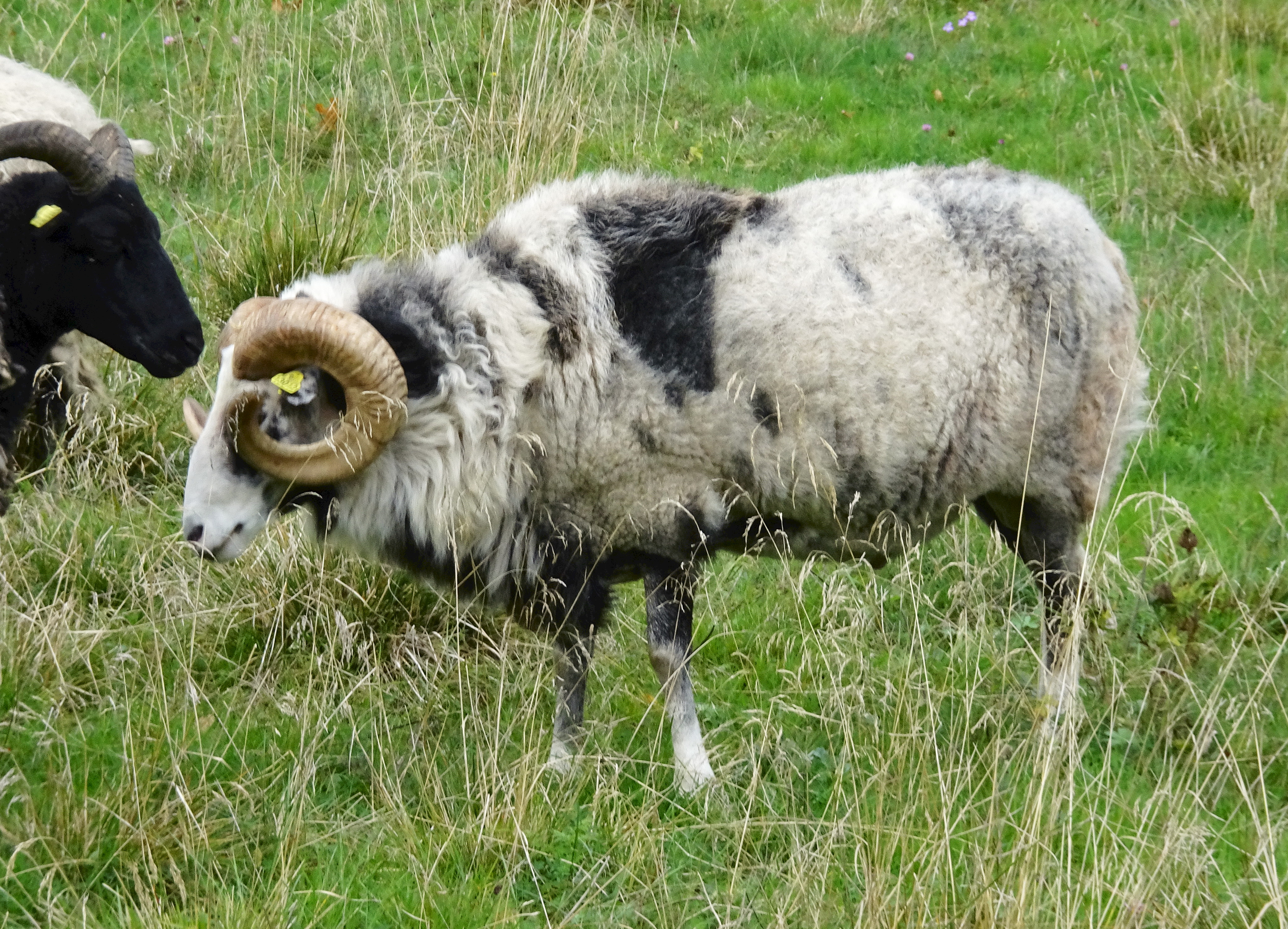